# Dietmar Kraus
Dietmar Kraus (* 26. Juli 1970 in Freilassing) ist ein deutscher Filmeditor, Kurator und Dozent.

## Leben
In Bayern geboren, wuchs Dietmar Kraus in Südafrika auf, und legte 1989 sein Abitur an der Deutschen Schule in Kapstadt ab. 1990 kehrte er nach Deutschland zurück. Von 1995 bis 2003 studierte an der Filmhochschule Babelsberg im Studiengang Montage, den er mit Diplom abschloss. Von 2007 bis 2009 war er Vertreter der Professur Künstlerische Montage / Digitale Montagepraxis an seiner ehemaligen Studienstätte in Potsdam.
Als Editor hat Kraus mehr als ein Dutzend lange Spiel- und Dokumentarfilme geschnitten, darunter jeweils zwei Filme der Regisseurinnen Maria Speth und Sylke Enders, sowie des Regisseurs Jonas Rothlaender. Die Montage von Rothlaenders Dokumentarfilm Familie Haben brachte Kraus 2016 eine Nominierung für den Schnitt-Preis beim Festival Filmplus ein. Zudem gewannen von ihm montierte Filme mehrere andere Preise: z. B. erhielt das Doku-Drama Das Leben geht weiter (Regie: Mark Cairns) 2003 einen Internationalen Emmy als bester Dokumentarfilm; der Spielfilm Madonnen (Regie: Maria Speth) wurde 2007 mit dem Hessischen Filmpreis ausgezeichnet; und Fado (Regie: Jonas Rothlaender) gewann 2016 den Preis der deutschen Filmkritik als bestes Spielfilmdebüt.
Dietmar Kraus gehört seit 2016 dem Vorstand des Bundesverband Filmschnitt Editor e.V. (BFS) an, und ist Mitglied der Deutschen Filmakademie. Seit 2017 ist er außerdem Kurator und Gesellschafter beim Festival Edimotion in Köln, welches sich sowohl den künstlerischen als auch beruflichen Aspekten des Filmschnitts widmet.

## Filmografie (Auswahl)
- 2001: In den Tag hinein (Kino-Spielfilm) – Regie: Maria Speth
- 2002: Sand und Wasser (Dokumentarfilm) – Regie: Shaheen Dill-Riaz
- 2002: Das Leben geht weiter (Doku-Drama) – Regie: Mark Cairns
- 2006: The Sounds of Silents – Der Stummfilmpianist (Dokumentarfilm) – Regie: Ilona Ziok
- 2007: Madonnen (Kino-Spielfilm) – Regie: Maria Speth
- 2007: Mondkalb (Kino-Spielfilm) – Regie: Sylke Enders
- 2009: Deutschland 09 (Omnibusfilm, Episode „Schieflage“) – Regie: Sylke Enders
- 2013: Du bist dran (TV-Spielfilm) – weitere Editorin: Katharina Schmidt; Regie: Sylke Enders
- 2014: Kreide auf Beton (Dokumentarfilm) – Regie: Helene Vogel und Julia Vogel
- 2015: Familie Haben (Kino-Dokumentarfilm) – Regie: Jonas Rothlaender
- 2016: Fado (Kino-Spielfilm) – Regie: Jonas Rothlaender
- 2017: Liebes Ich, (Dokumentarfilm) – Regie: Luise Makarov
- 2019: Die Einzelteile der Liebe (Kino-Spielfilm) – Regie: Miriam Bliese